# Извержение Хатепе
Извержение Хатепе (названо в честь месторождений плинианской пемзы, иногда именуется просто извержением Таупо) произошло около 186 либо 233 года н. э. и является последним значительным извержением вулкана Таупо, а также крупнейшим извержением в Новой Зеландии в течение последних 20 000 лет. Было выброшено около 120 км³ материала (7 баллов по шкале VEI), из которых 30 км³ извергнуто в течение нескольких минут. Считается, что высота эруптивной колонны достигла 50 км, что вдвое выше, чем колонна от извержения вулкана Сент-Хеленс в 1980 году. Всё это делает извержение одним из самых сильных за последние 5000 лет, сопоставимым по мощности с извержением вулкана Пэктусан (около 1000 года н. э.) и Тамбора (1815 год). Извержение имело не столь сильное влияние на северное полушарие, однако римские и китайские источники зарегистрировали явление «красного неба».

## Этапы извержения
Извержение проходило в несколько этапов, характерных для плинианского типа извержений.
- Небольшое извержение началось под озером Таупо, в его восточной части
- Усиление активности, образование второго эруптивного центра. Формирование эруптивной колонны с выбросом пемзы.
- Вода попала в магматический очаг через первую трещину, фреатический взрыв вызвал пемзопад с белым пеплом.
- Новый эруптивный центр образовался и начал выбрасывать более тёмный пепел с обсидианом.
- Произошло более крупное извержение, выбросившее огромное количество пемзы с игнимбритом.
- Самая катастрофическая стадия. Обрушение эруптивных центров сформировало восточную часть кальдеры Таупо. Было выброшено более тридцати кубических километров материалов, из которых получились мощные пирокластические потоки.
- Завершающая стадия извержения — рост риолитовых куполов, которые сформировали рифы Хороматанги и берег Вайтахануи.

Пирокластические потоки опустошили местность в радиусе 80 км от вулкана. Так как Новая Зеландия в то время ещё не была населена маори, извержение произошло в безлюдном районе. Извержение вызвало локальное цунами, следы которого были обнаружены на центральном побережье Новой Зеландии, однако, цунами могло иметь и гораздо более широкое распространение (как наблюдалось после извержения вулкана Кракатау в 1883 году).
Извержение вызвало расширение озера Таупо, образовавшегося после гораздо более мощного извержения 26 500 лет назад.

## Датирование извержения
Одно время считалось, что извержение Хатепе произошло около 130 года н. э. Этот вывод был сделан на основе анализа погибших в результате извержения растений. Однако, дальнейшие исследования уточнили дату и, более того, мощность извержения. Ранее считалось, что в результате извержения было выброшено всего лишь 14 км³ породы, но позднее цифра была увеличена до 150 км³. Это означает, что отголоски извержения могли быть замечены в Риме и Китае. Благодаря этому удалось датировать извержение 186 годом н. э, в который римскими и китайскими источниками описываются редкие метеорологические явления. Однако, последние данные радиоуглеродного анализа сдвинули дату извержения на 233±13 год н. э. (с вероятностью 95 %).
Во время извержения Новая Зеландия не была населена, маори прибыли туда спустя тысячу лет. Ближайшие к месту извержения люди, возможно, проживали в Австралии, в более чем 2000 километров к западу.